# 高坂圭
高坂 圭（こうさか けい、1959年11月3日 - ）は、日本の脚本家、放送作家である。北九州出身。
数々の職業を経たのち、放送作家として主に福岡のテレビ、ラジオ番組を手がける。その後、瀬木直貴監督と映画『千年火』（2004）、『Watch with Me ～卒業写真～』（2007）などの脚本を執筆。
テレビ宮崎制作ドキュメント『陽炎～ある台湾植民地兵の叫び～』で、日本民間放送連盟賞優秀賞を受賞（1999）。
また、1999年にはギターとコントラバスのCD『クレセント・ムーン1』をプロデュースする。